# اریتروز
اریتروز (به انگلیسی: Erythrose) یک آلدوتتروز با شناسه پاب‌کم ۹۴۱۷۶ است. شکل ظاهری این ترکیب، شربت مایع است. آلدوزها یک گروه از تک‌قندی‌ها هستند که یک گروه آلدئید بر روی اولین کربن دارند.